# U.S. Pro Indoor 1992
Lo U.S. Pro Indoor 1992 è stato un torneo di tennis giocato sintetico indoor. È stata la 25ª edizione dello U. S. Pro Indoor, che fa parte della categoria Championship Series nell'ambito dell'ATP Tour 1992. Si è giocato al Wachovia Spectrum di Filadelfia in Pennsylvania negli Stati Uniti dal 17 al 24 febbraio 1992.

## Campioni

### Singolare maschile
Pete Sampras ha battuto in finale  Amos Mansdorf con il punteggio di 6–1, 7–6(4), 2–6, 7–6(2)

### Doppio maschile
Todd Woodbridge /  Mark Woodforde hanno battuto in finale  Jim Grabb /  Richey Reneberg con il punteggio di 7–5, 1–0 (Grabb e Reneberg ritirati)